# Wadapoj
Wadapoj (biał. Вадапой; ros. Водопой, Wodopoj) – osiedle na Białorusi, w obwodzie homelskim, w rejonie homelskim, w sielsowiecie Czaracianka, nad Cieruchą.